# ارين ميتشيل
ارين ميتشيل (بالإنجليزية: Warren Mitchell)‏ هو ممثل بريطاني (وحمل سابقاً جنسية المملكة المتحدة لبريطانيا العظمى وأيرلندا)، ولد في 14 يناير 1926 في المملكة المتحدة، وتوفي في 14 نوفمبر 2015 بلندن في المملكة المتحدة. من الجوائز التي نالها جائزة الأكاديمية البريطانية للتلفاز عن فئة أفضل ممثل ‏ سنة 1967 وAACTA Award for Best Actor in a Supporting Role ‏ سنة 1982 وجائزة لورنس أوليفييه عن فئة ممثل السنة في فيلم معاد أنتاجه ‏ سنة 1979 وLaurence Olivier Award for Best Performance in a Supporting Role ‏ سنة 2004.

## جوائز
- جائزة الأكاديمية البريطانية للتلفاز عن فئة أفضل ممثل [الإنجليزية]‏ (1967)
- AACTA Award for Best Actor in a Supporting Role [الإنجليزية]‏ (1982)
- جائزة لورنس أوليفييه عن فئة ممثل السنة في فيلم معاد أنتاجه [الإنجليزية]‏ (1979)
- Laurence Olivier Award for Best Performance in a Supporting Role [الإنجليزية]‏ (2004)

## وصلات خارجية
- ارين ميتشيل على موقع IMDb (الإنجليزية)
- ارين ميتشيل على موقع ميوزك برينز (الإنجليزية)
- ارين ميتشيل على موقع إن إن دي بي (الإنجليزية)
- ارين ميتشيل على موقع ديسكوغز (الإنجليزية)
- ارين ميتشيل على موقع قاعدة بيانات الفيلم (الإنجليزية)